# Civray (Vienne)
Civray település Franciaországban, Vienne megyében. Lakosainak száma 2543 fő (2022. január 1.). Civray Genouillé, Saint-Gaudent, Saint-Pierre-d’Exideuil és Savigné községekkel határos.

## Népesség
A település népességének változása:
| Lakosok száma | 2827 | 2664 | 2791 | 2658 | 2618 | 2596 | 2574 | 2558 | 2543 |
|               | 2013 | 2015 | 2016 | 2017 | 2018 | 2019 | 2020 | 2021 | 2022 |